# Euquènor
Euquènor (en grec antic Εὐχήνωρ), segons la mitologia grega, va ser un heroi corinti, fill de l'endeví Poliïdos.
El seu pare l'havia advertit moltes vegades de la sort que li reservava el destí. Podia escollir entre una mort tranquil·la a casa seva o una mort violenta si anava amb els Atrides a lluitar a la guerra de Troia. Ell preferí anar a combatre a Troia i tenir una mort gloriosa. Va caure en combat abatut per una sageta de Paris.